# KELT 11b
KELT 11b - екзопланета на орбіті навколо жовтої  зірки субгіганта KELT-11 (HD 93396). Знаходиться на відстані близько 320 світлових років від Землі.  Планета має радіус 1,37 раз більше, ніж Юпітер, але тільки 19% від його маси. Виявлена у 2016 році . Параметри орбіти:т: період = 4.736529;  піввісь = 0,06229.